# 蘇瓦利 (明尼蘇達州)
蘇瓦利（英語：Sioux Valley）是位於美國明尼蘇達州傑克遜縣蘇瓦利鎮區的一個非建制地區。

## 地理
蘇瓦利所處的海拔為高於海平面449米（即1473英呎），而該地所採用的時區為UTC-6，即北美中部時區（CST）。同時該地設有夏令時間，為UTC-6調快一小時，即UTC-5（CDT）。